# Sharp Objects (novela)
Sharp Objects es la primera novela de la escritora estadounidense Gillian Flynn. El libro fue publicado por primera vez en la editorial Shaye Areheart el 26 de septiembre de 2006 y fue posteriormente reimpreso a través de Broadway Books. La novela sigue a Camille Preaker, periodista en un diario que debe regresar a su ciudad natal para reportar una serie de asesinatos brutales.

## Personajes

### Principales
- Camille Preaker: Una periodista joven en el Chicago Daily que intenta mejorar su situación en Chicago. Por años ha sufrido la muerte de su hermana Marian cuando ella era muy joven. Camille pasó tiempo en un hospital psiquiátrico cerca de Chicago después de años de autolesiones.
- Amma Crellin: La media hermana de Camille, de 13 años de edad, prominente en la ciudad de Wind Gap, Misuri. Vive una doble vida como la hija perfecta de Adora mientras que trata sin respeto al resto de la ciudad. Ella aterra a los habitantes de la ciudad en su intento por gobernar todo a su alrededor.
- Adora Crellin: La madre de Camille y Amma, una mujer estricta que raramente muestra emoción alguna hacia Camille, y trata a Amma como una bebé. Su familia es la más rica en el área y posee numerosos negocios en el área, así como una firme presencia en los movimientos en Wind Gap.

### Secundarios
- Detective Richard Willis: Un detective de la división de homicidio de Kansas City, que tiene la misión de investigar los crímenes que ocurren en Wind Gap.
- Alan Crellin: Marido de Adora, padre biológico de Amma y Marian, padrastro de Camille. Él es un hombre reservado, callado y cree todo lo que le dice Adora, aún si es una mentira. Le permite a Amma hacer todo lo que desee y le provee todo lo que le pide.
- Ann Nash y Natalie Keene: Dos víctimas inocentes de un delito aterrador en Wind Gap, que es investigado por Camille Preaker y el Detective Willis. Ann, de 9 años, es la primera víctima y Anne, de 10 años, es la segunda.
- Jefe Vickery: Jefe de policía en Wind Gap, quien solicitó ayuda al Detective Willis para investigar los delitos.
- John Keene: El hermano de Natalie, de 18 años de edad. Él es uno de los sospechosos principales en los asesinatos, y su coartada durante la desaparición de su hermana le es sospechosa tanto a la policía como al resto del pueblo.
- Frank Curry: el editor en jefe de Camille, así como su superior y amigo. Él anima a Camille a regresar a Wind Gap para cubrir una serie de asesinatos sin resolver en su ciudad natal.

## Sinopsis
Camille Preaker trabaja como periodista en un diario pequeño. No está particularmente satisfecha con su trabajo, el cual incluye escribir historias sobre casos de negligencia humana y crímenes como el asesinato. Camille se lleva bien con su jefe, Curry, quien la apoyó durante su hospitalización reciente debido a sus autolesiones deliberadas. Camille se ha cortado para marcar muchas palabras en su cuerpo—ya que anteriormente las alucinó sobre su piel. Curry le asigna una nueva tarea que consiste en regresar a su ciudad natal, Wind Gap, Misuri, donde una chica ha sido asesinada y una más está desaparecida.
Una vez en Wind Gap, Camille indaga sobre los delitos con los habitantes, incluyendo a la familia de Ann Nash, la chica asesinada. La policía local no es muy abierta a hablar sobre el asesinato, pero el sheriff de ciudad le comunica extraoficialmente a Camille que él cree que el asesino es un habitante de Wind Gap, no un forastero. Pronto el cuerpo de la chica desaparecida, Natalie Keene, es descubierto en un callejón en la ciudad. Tanto ella como Ann fueron estranguladas, y se les removieron todos los dientes. Camille publica una historia, pero Curry le pide que se quede en Wind Gap para continuar la cobertura de los asesinatos.
Mientras está ahí, Camille se reencuentra con su familia, su madre Adora y su hermanastra Amma. Camille nunca tuvo una buena relación con su madre, ya que Adora siempre mostró preferencia por Marian, la hermana menor de Camille, quien murió debido a una enfermedad sin especificar cuando Camille era joven. Amma, quien nació después de la muerte de Marian, ha crecido como una adolescente mimada que se comporta como una niña pequeña frente a su madre para ocultar que su uso de alcohol, drogas y su promiscuidad. Camille contacta con un detective de Kansas City, Richard Willis, quien fue enviado para investigar a un potencial asesino en serie.
Mientras Camille continúa su investigación, comienza una relación sexual con Richard. En cada encuentro con él, Camille se rehúsa a quitarse la ropa ya que teme que él la rechace después si ve todas sus cicatrices. Camille y Amma se conocen y comienzan a olvidar sus diferencias. Camille y Amma van a una fiesta en la que beben mucho y usan drogas. Al regresar, Camille despierta para encontrar que Adora le está cuidando, dándole píldoras que la hacen enfermar. Camille se horroriza al saber que Adora le hace esto a Amma frecuentemente, y se da cuenta de que la enfermedad de Marian fue provocada por Adora —el llamado Síndrome de Münchhausen por poder. Después de investigar, Camille encuentra una carta escrita por una enfermera al cuidado de Marian que demuestra que ella tenía estas mismas sospechas. Camille descubre que también Richard cree que Adora es responsable de los asesinatos de Ann y Natalie. Ella regresa a la casa de su madre, donde Adora envenena a Camille e intenta curar sus heridas mientras le da un baño.
Camille se desmaya, pero al despertar encuentra a Richard y la policía arrestando a su madre. Richard está aterrado al ver las cicatrices, tras lo cual termina su relación, a pesar de sus anteriores declaraciones de enamorarse auténticamente de ella. A Adora se le imputan los cargos de asesinatos de Marian y las dos chicas, y Amma va a Chicago a vivir con Camille. Al principio Amma parece recuperarse del abuso que sufrió a manos de Adora, pero poco después de comenzar a tomar clases en una escuela de niñas en Chicago, se encuentra a una de sus compañeras de clase asesinada, a la que le extrajeron seis de sus dientes. Entonces se revela que, aunque Adora asesinó en efecto a Marian, Amma fue al final la responsable por los asesinatos recientes y que lo hizo en parte debido a que estaba celosa de la atención que Adora le daba a las chicas. En un arrebato, Camille se vuelve a infligir cortaduras, pero es detenida por Curry y su esposa, que la toman como su propia hija. La historia termina con Camille, quien aprende a recibir los cuidados propios de una niña y una hija por primera vez.

## Producción
Flynn escribió Sharp Objects a la vez que trabajaba como reportera para Entertainment Weekly, principalmente en noches y fines de semana, unas cuantas horas a la vez. Mientras escribía Sharp Objects, Flynn encontró que era difícil mantener el tono "húmedo y gótico" del libro, ya que no quería que fuera similar al trabajo comparativamente feliz que hacía para EW."

## Recepción crítica
La crítica ha sido principalmente positiva. Kirkus dio una revisión favorable para el libro, llamándolo "punzantemente efectivo y genuinamente aterrado" El diario Star-Herald también dio una revisión positiva, alabando las revelaciones graduales del libro.

### Palmarés
- New Blood Fiction Dagger de Crime Writers' Association (2007, ganador)[7]
- Ian Fleming Steel Dagger de Crime Writers' Association (2007, ganador)
- Duncan Lawrie Dagger from de Crime Writers' Association (2007, nominado)

## Adaptaciones
En 2008, se reportó que la directora británica Andrea Arnold estaría dirigiendo una adaptación de la novela para compañía de producción francesa Pathé, pero el proyecto nunca se materializó.
En 2012, Flynn confirmó que Blumhouse Producciones y Alliance Films habían comprado los derechos de producción de una película en la que Flynn trabajaría como guionista.
El 9 de julio de 2014,  se anunció que Entertainment One haría la adaptación de Sharp Objects a una miniserie televisiva del mismo nombre en la que Flynn trabajaría como productora ejecutiva junto con Jason Blum y Charles Layton. Marti Noxon Escribió el guion piloto. HBO anunció que se harían ocho episodios de una hora el 1 de abril de 2016. Sharp Objects es protagonizada por Amy Adams como Camille Preaker y está dirigida por Jean-Marc Vallée. La serie comenzó el rodaje en varias ubicaciones de California y en Barnesville, Georgia en marzo de 2017 y se estrenó el 8 de julio de 2018.